# Іщенко Михайло Олексійович

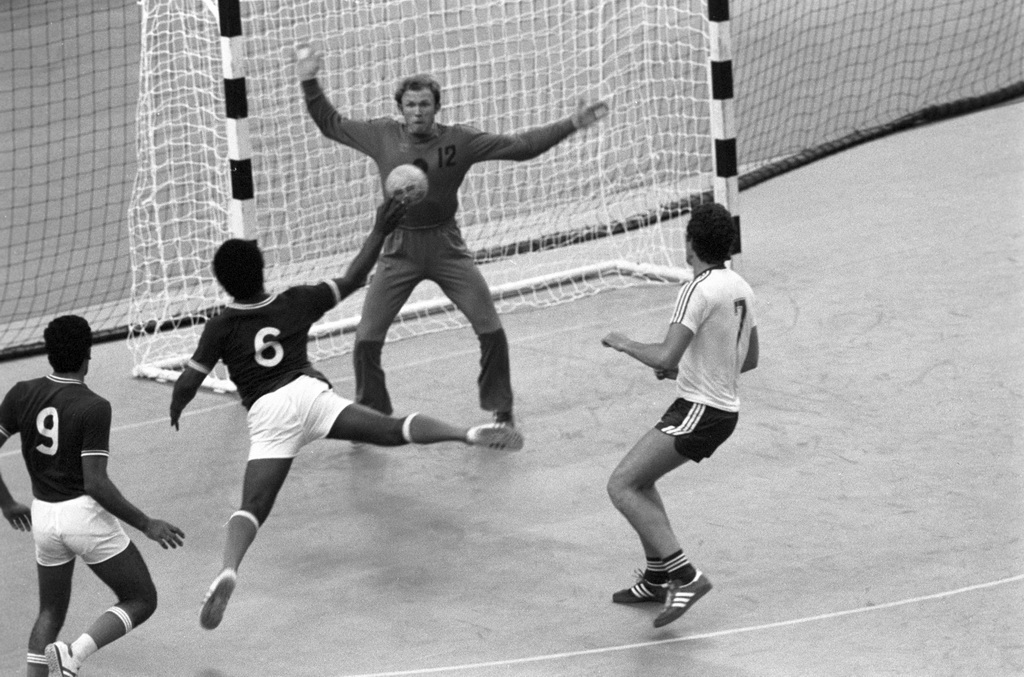
М. О. Іщенко на олімпійському матчі СРСР — Кувейт, 21 липня 1980

Михайло Олексійович Іщенко (19 травня 1950, м. Морозовськ Ростовської області, РРФСР) — український гандболіст, воротар, олімпійський чемпіон монреальської Олімпіади в складі збірної СРСР з гандболу, тренер.

## Біографія
У 1975 закінчив Запорізький філіал Дніпропетровського металургійного інституту, пізніше — Київський державний інститут фізкультури.
Вихованець тренерів Валерія Зеленова, Леоніда Ратнера і Семена Полонського.
З 1968 по 1975 рік захищав ворота команди Запорізького індустріального інституту (м. Запоріжжя), а згодом армійських клубів м. Київ (1975–83) і м. Львів (1983–84).
Іщенко виступав на трьох Олімпіадах, починаючи з мюнхенської, на якій збірна СРСР зайняла п'яте місце. Через чотири роки, в Монреалі, команда здобула звання олімпійських чемпіонів. На московській Олімпіаді збірна СРСР виборола срібні медалі.
Працював тренером броварської команди «Світлотехнік–Колос» і чоловічої національної збірної України з гандболу.

## Титули
- Чемпіон Олімпійських ігор (1): 1976
- Срібний призер Олімпійських ігор (1): 1980
- Чемпіон світу (1): 1982
- Срібний призер чемпіонату світу (1): 1978
- Переможець студентського чемпіонату світу: 1971
- Срібний призер чемпіонату СРСР (1): 1971
- Бронзовий призер чемпіонату СРСР (3): 1972, 1974, 1975
- Срібний призер Спартакіад народів СРСР: (1971, 1975, 1979)

## Державні нагороди
Заслужений майстер спорту СРСР (1976) з гандболу. Нагороджений орденами «Знак Пошани» (1976), «За заслуги» ІІІ ст. (2002).